# Armoiries du comté de Hollande
Les Armoiries du comté de Hollande étaient celles utilisées sous le comté de Hollande.

## Description
| Ensemble | Description                                      |
| -------- | ------------------------------------------------ |
|          | D'or au lion de gueules armé et lampassé d'azur. |

## Histoire
Sous Jean Ier de Hainaut (1248-1304) devenu également comte de Hollande à la mort de Jean Ier de Hollande ou son fils Guillaume Ier de Hainaut de nouvelles armoiries sont créées combinant les armoiries du comté de Flandre et celles du comté de Hollande et utilisées par les comtes.

## Usages et variantes
| Armoiries | Usage                   | Particularités |
| --------- | ----------------------- | -------------- |
|           | Hainaut (comté)         | combinées      |
|           | Hollande-Méridionale    | identiques     |
|           | Hollande-Septentrionale | combinées      |

### Traductions
- (nl) Cet article est partiellement ou en totalité issu des articles intitulés en néerlandais « Wapen van Noord-Holland » (voir la liste des auteurs) et  « Wapen van Zuid-Holland » (voir la liste des auteurs).